# Саль-Кюран
Саль-Кюра́н (фр. Salles-Curan, окс. Las Salas) — коммуна во Франции, находится в регионе Окситания. Департамент — Аверон. Административный центр кантона Саль-Кюран. Округ коммуны — Мийо.
Код INSEE коммуны — 12253.

## География
Коммуна расположена приблизительно в 520 км к югу от Парижа, в 130 км северо-восточнее Тулузы, в 26 км к юго-востоку от Родеза.

## Население
Население коммуны на 2008 год составляло 1064 человека.
| 1962 | 1968 | 1975 | 1982 | 1990 | 1999 | 2008 |
| ---- | ---- | ---- | ---- | ---- | ---- | ---- |
| 1443 | 1538 | 1491 | 1419 | 1277 | 1088 | 1064 |

## Администрация
| Период | Период | Фамилия       | Партия | Примечания |
| ------ | ------ | ------------- | ------ | ---------- |
| 2001   | 2008   | Морис Комбет  |        | каменщик   |
| 2008   |        | Анри Малаваль |        | фермер     |

## Экономика
В 2007 году среди 641 человека в трудоспособном возрасте (15—64 лет) 475 были экономически активными, 166 — неактивными (показатель активности — 74,1 %, в 1999 году было 69,1 %). Из 475 активных работали 456 человек (269 мужчин и 187 женщин), безработных было 19 (4 мужчин и 15 женщин). Среди 166 неактивных 37 человек были учениками или студентами, 79 — пенсионерами, 50 были неактивными по другим причинам.

## Достопримечательности
- Дом XV века. Памятник истории с 1928 года[3]
- Церковь Сен-Жеро[фр.] (XV век). Памятник истории с 1927 года[4]
- Замок Ларгье[фр.] (XVI—XVII века). Памятник истории с 1981 года[5]
- Замок Саль-Кюран[фр.] (XV век). Бывшая летняя резиденция епископов Родез. Памятник истории с 1928 года[6]

## Фотогалерея

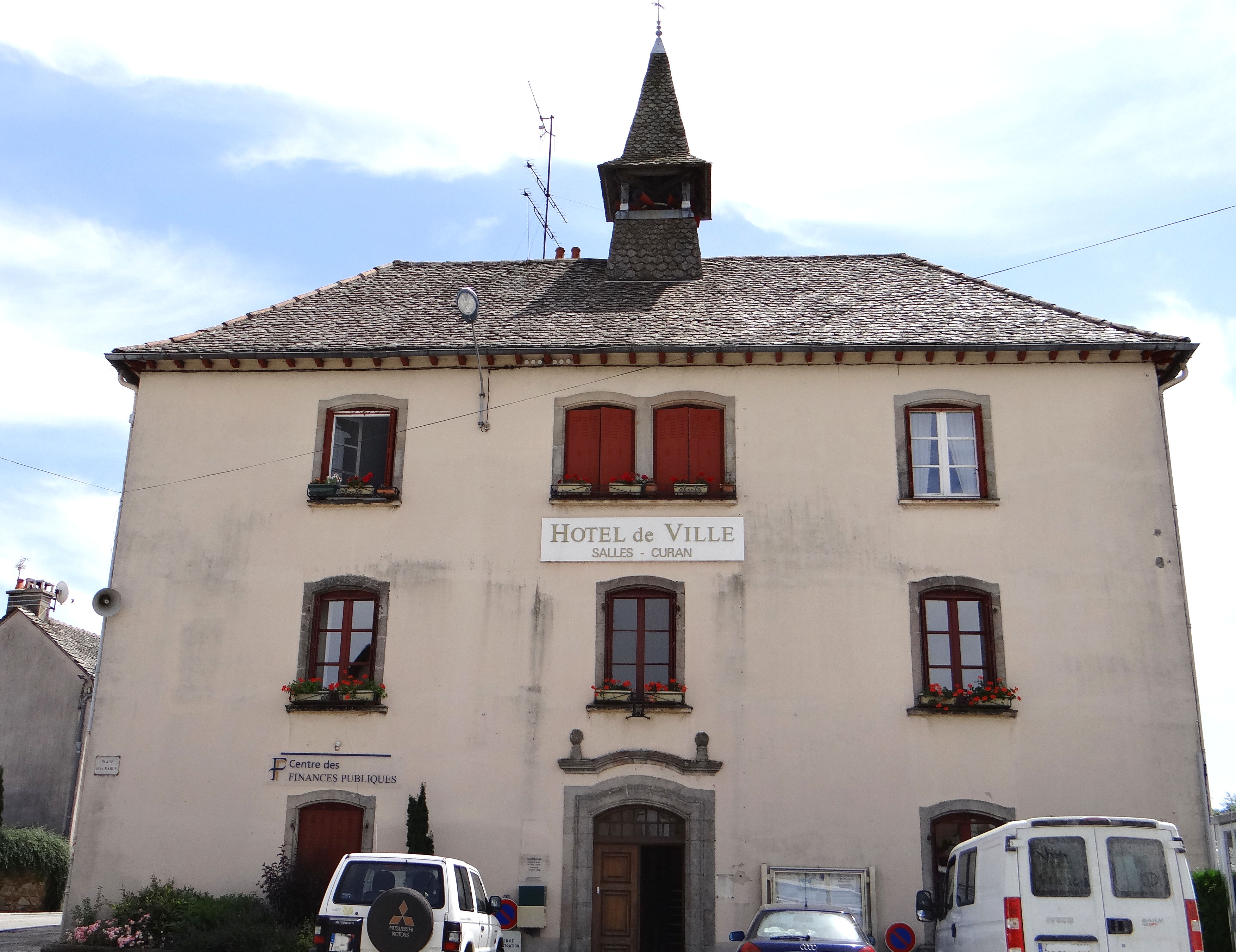
Мэрия
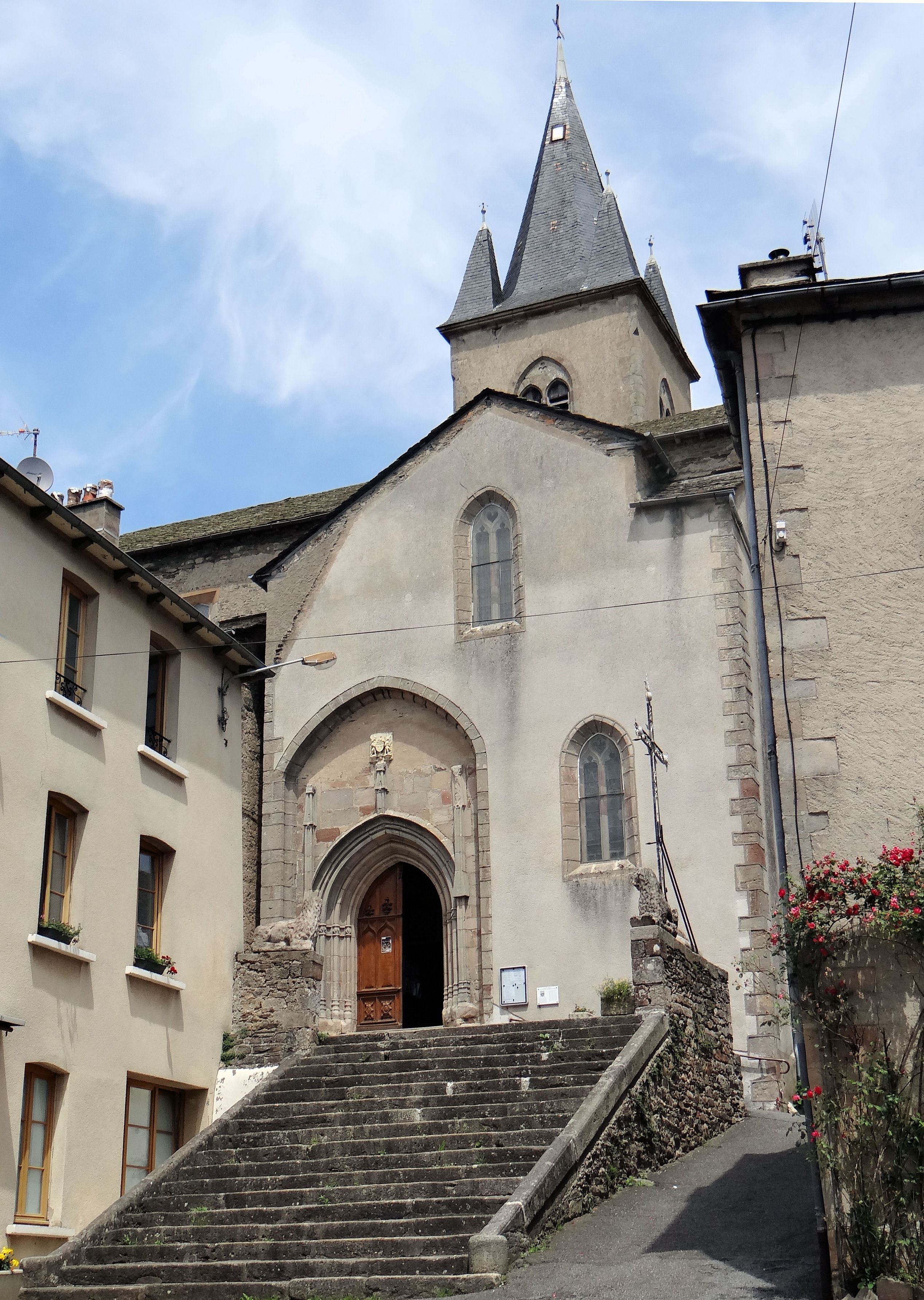
Церковь Сен-Жеро
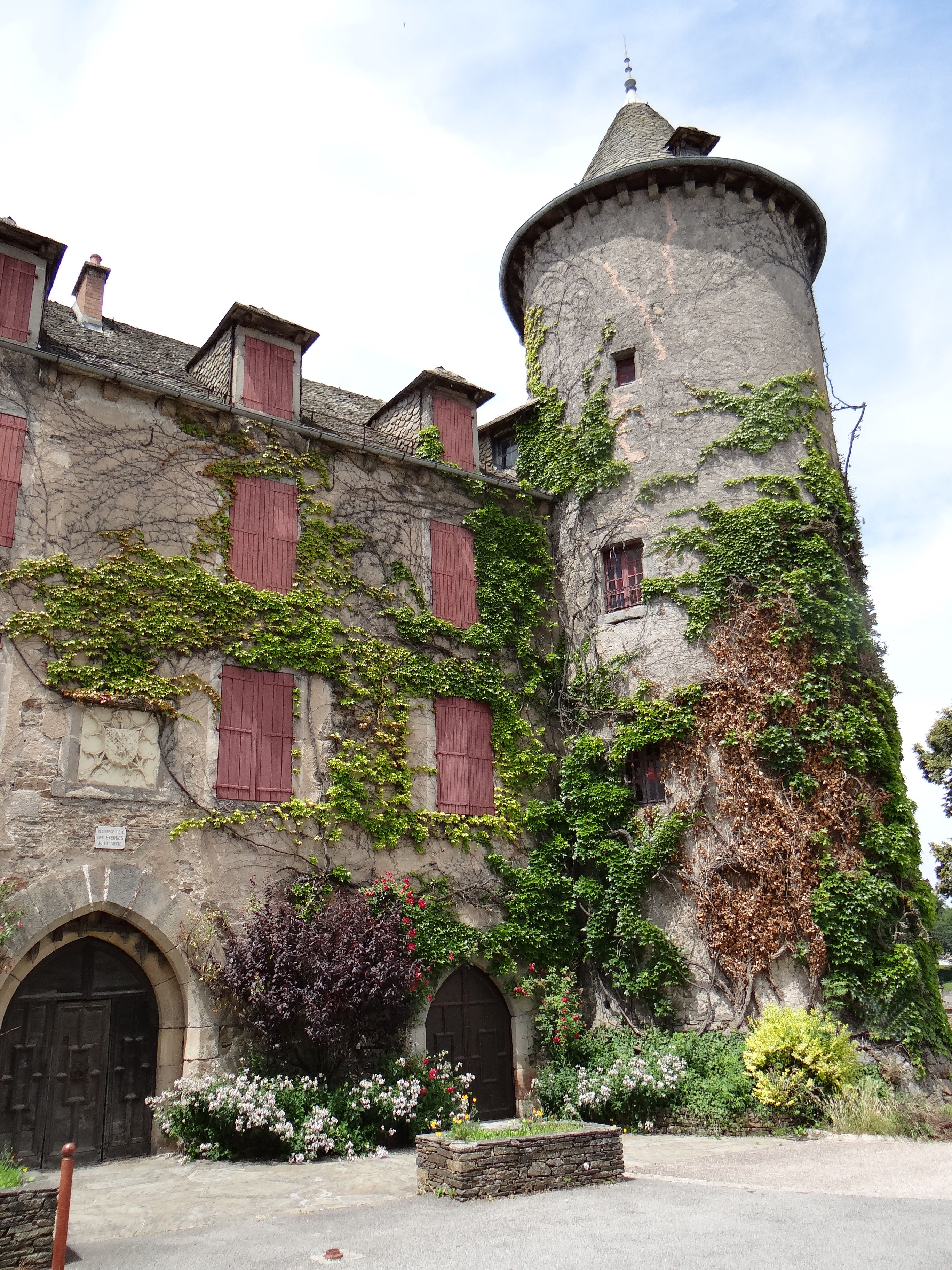
Замок Саль-Кюран
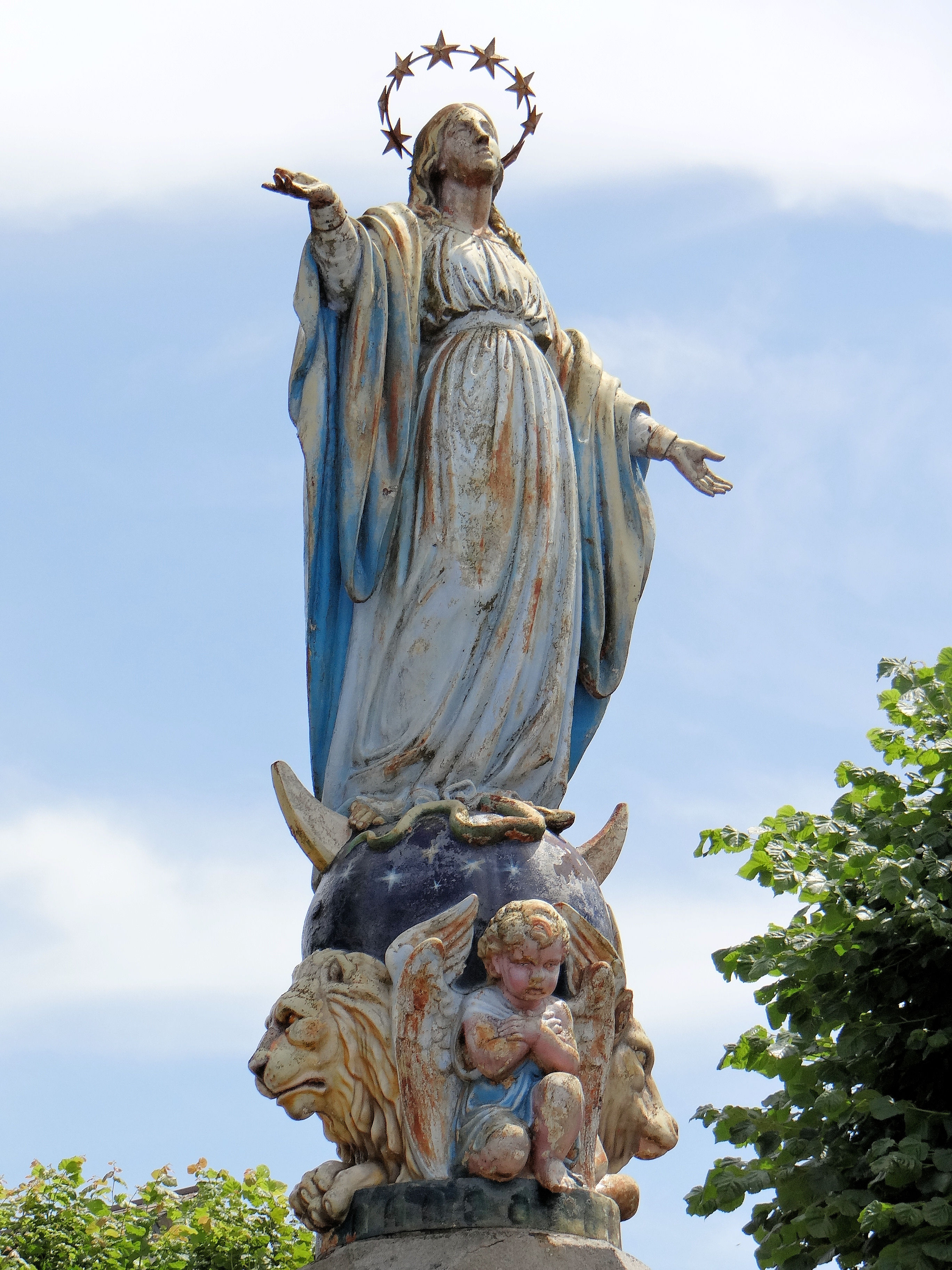
Статуя Девы Марии
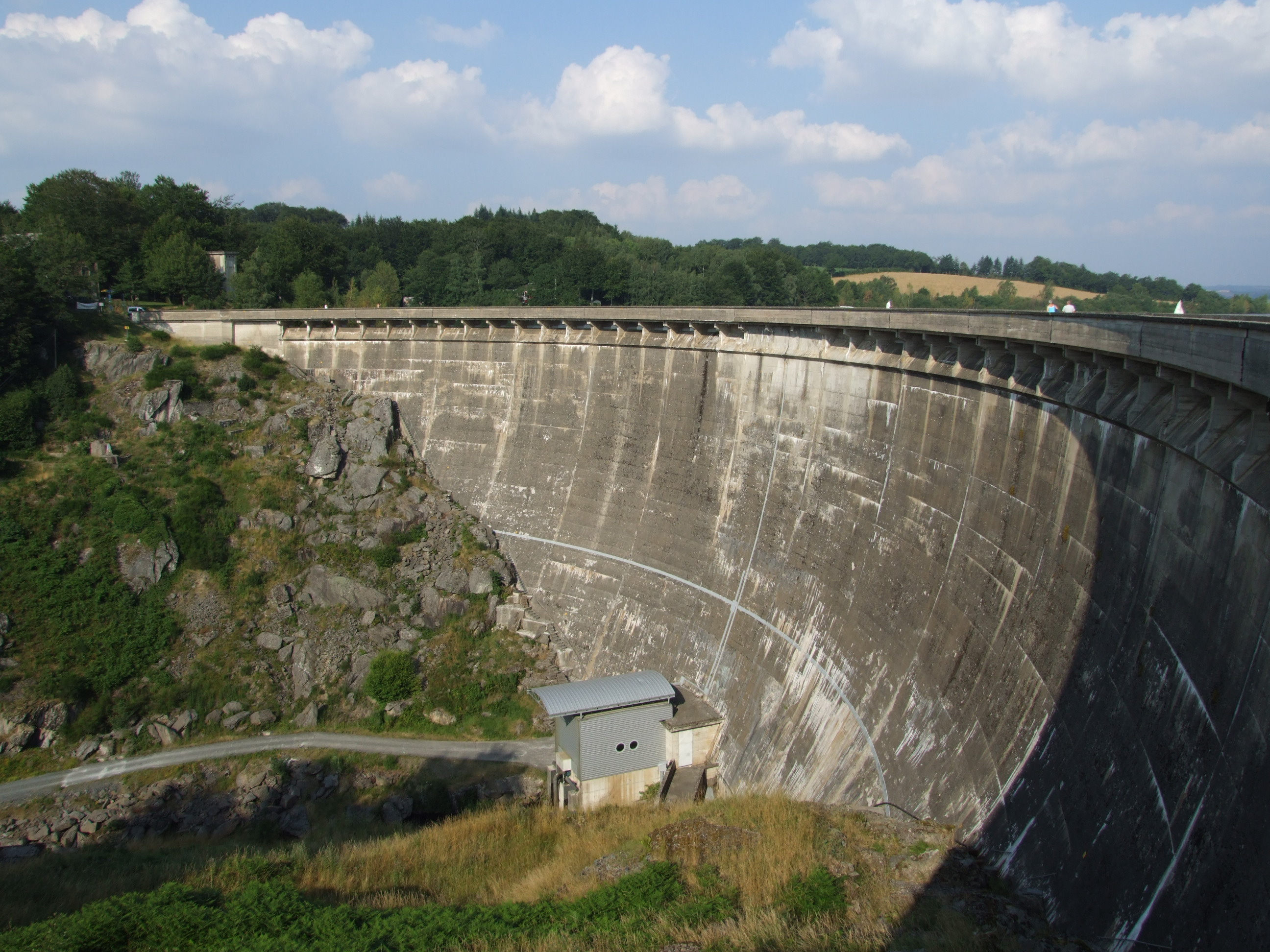
Плотина